# Micrurus isozonus
Micrurus isozonus é uma espécie de cobra-coral, um elapídeo do gênero Micrurus. É uma coral tricolor de grande porte, medindo entre 50 a 70 cm de comprimento, podendo chegar a 1,5 m. A cor do focinho varia de branco-cinza até toltamente preto, com resto da cabeça de cor vermelha e resto do corpo com anéis vermelhos separados por tríades de anéis pretos (entre 10 e 14) separados entre si por anéis brancos.